# Der Zupfgeigenhansl
Het liedboek Der Zupfgeigenhansl (kortweg Der Zupf genoemd) verscheen voor het eerst in 1909 en bevat een verzameling Duitse volksliedjes. In latere drukken bevatte de bundel rond de 260 liedjes. Het liedboek was samengesteld door Hans Breuer.
Het werd met name gebruikt bij de Wandervogel en de latere twintigste-eeuwse Duitse Jeugdbeweging (die ten doel hadden om stadskinderen de natuur in te laten gaan). De liederenbundel drukte een grote stempel op het liedrepertoire van de Duitse Jeugdbeweging, meer dan enig ander liedboek, en had een wezenlijke invloed op de Duitse Jeugdmuziekbeweging.
De naam van het liedboek betekent zoveel als 'tokkel-viool-Hansje'. Het verwijst naar de gitaar of de luit, die veel werden gebruikt door leden van de Wandervogel.
In de jaren 70 en 80 bestond in Duitsland een folkduo onder die naam: Zupfgeigenhansel.

## Geschiedenis
Het liedboek werd uitgegeven door de arts Hans Breuer, die sinds 1904 tijdens reizen volksliedjes had verzameld. De eerste uitgave, van 1909 (Darmstadt), verscheen in een oplage van 500 exemplaren.
Latere uitgaven bevatten ook bladmuziek voor gitaar (1914) of voor piano (1916).
Het is onbekend uit hoeveel exemplaren de vele herdrukken in totaal bestonden, maar geschat wordt dat er meer dan een miljoen stuks van de bundel zijn verkocht. Al in 1920 stond het totaal op 500.000 stuks, in 1927 op 826.000 exemplaren.

## Inhoud en bronnen
In latere drukken omvat de verzameling ongeveer 260 volksliedjes, onderverdeeld in zestien genres en onderwerpen.
- Afscheidsliederen
- Liefdesliederen
- Balladen
- Geestelijke liederen
- Avondliederen
- Vrolijke liederen
- Zomerliederen
- Wandelliederen
- Liederen over varen en rijden
- Liedjes voor tijdens het spinnen of handwerken
- Soldatenliederen
- Eet- en drinkliederen
- Liederen over het boerenleven
- Dansliederen
- Anekdotische liederen

Slechts een deel van de liedjes werd verzameld tijdens wandeltochten, andere liedjes werden overgenomen uit oudere bundels met volksliedjes. 
Gebruikte liedboeken waren onder meer: het Altdeutsche Liederbuch (Böhme); Stimmen der Völker in Liedern (Herder); Deutsche Volkslieder mit ihren Originalweisen (Zuccalmaglio); Des Knaben Wunderhorn; Deutscher Liederhort (Erk/Böhme); het middeleeuwse handschrift de Carmina Burana; en het middeleeuwse Lochamer-Liederbuch. 
Bekende illustraties waren van Hermann Pfeiffer, op basis van papierknipkunst.

## Enkele liederen inDer Zupfgeigenhansl
- Ade zur guten Nacht
- Es, es, es und es, es ist ein harter Schluß
- Dat du min Leevsten büst
- Es freit ein wilder Wassermann
- Es hatt ein Bauer ein schönes Weib
- Es ist ein Schnitter, heißt der Tod
- Et wassen twe Künigeskinner
- Es dunkelt schon in der Heide
- Die Gedanken sind frei
- Gesegn dich Laub, gesegn dich Gras
- Herzlich tut mich erfreuen
- Hört ihr Herrn und laßt euch sagen
- Ich schell mein Horn in Jammerton
- Innsbruck, ich muß dich lassen
- Kein Feuer, keine Kohle
- Kume, kum, Geselle min
- Und unser lieben frauen
- Ein Vogel wollte Hochzeit machen
- Der Winter ist vergangen
- Weiß mir ein Blümlein blaue
- Wie schön blüht uns der Maien
- Zu Regensburg auf der Kirchturmspitz